# 염장 (586년)
염장(廉長, 586년 ~ 648년)은 신라 진덕여왕 재위 시절의 진골 귀족, 무관, 정치인이다. 삼국유사에 의하면, 알천공(閼川公), 임종공(林宗公), 술종공(述宗公), 호림공(虎林公), 유신공(庾信公) 등과 함께 화백회의(和白會議)에 참여하였다.

## 화랑세기
필사본 화랑세기에 의하면, 염장공(廉長公)은 신라의 제17대 풍월주로 586년에 태어나 621년에 풍월주에 올랐고, 648년에 죽었다. 그는 천주공(天柱公)과 지도부인의 아들이다. 용춘공과는 동모이부(同母異父) 형제이다.
천주공은 아버지가 진흥왕으로, 어머니는 가야국 이뇌왕과 신라 양화공주의 딸 월화궁주(月華)이다. 지도부인은 소지마립간의 정비 선혜부인의 사자(私子) 기오공과, 옥진궁주의 딸 흥도부인 사이에서 출생하였다.

## 가족 관계

### 선대
- 조부 : 신라 제24대 국왕 진흥왕
- 조모 : 월화궁주 김씨(月華宮主 金氏) - 가야국의 왕 이뇌왕과 신라 양화공주의 딸
  - 아버지 : 천주공(天柱公)
- 외조부 : 기오공(起烏公) - 선혜부인의 아들
- 외조모 : 흥도부인(興道夫人) - 옥진궁주의 딸
  - 어머니 : 지도부인 박씨(知道夫人 朴氏)
    - 이부형 : 제13대 풍월주 용춘공(龍春公)
    - 동복동생 : 천장낭주(天長娘主)

### 부인과 후손
- 부인 : 하희(夏姬) - 11대 풍월주 하종공의 딸
  - 아들 : 윤장(閏長)
  - 아들 : 하장(夏長)
  - 아들 : 제25대 풍월주 춘장공(春長公)
  - 딸 : 춘화(春花) - 김양도의 정인
  - 딸 : 경화(京華) - 제 24대 풍월주 천광공(天光公)의 부인.
  - 딸 : 윤화낭주(尹華娘主) - 제 24대 풍월주 천광공(天光公)의 부인.
- 부인 : 양명공주 김씨(良明公主 金氏) - 진평왕의 딸
  - 아들 : 장명(長明)
- 정인 : 진골정통 5명 - 낭두(郞頭)의 딸
- 정인 : 대원신통 4명 - 낭두(郞頭)의 딸
- 정인 : 가야파 8명 - 낭두(郞頭)의 딸
- 정인 : 찰인(察忍)의 딸
  - 딸 : 찰기(察己) - 제 20대 풍월주 예원공(禮元公)의 첩
- 정인 : 도리(道里)
  - 아들 : 효장(曉長)
  - 아들 : 유장(劉長)

## 염장이 등장하는 작품
- 《삼국기》(KBS, 1992년~1993년, 배우 : 김효원
- 《대왕의 꿈》(KBS, 2012년, 배우 : 배도환, 김기두)

## 같이 보기
- 염장 (신라의 무신)

| 전임 보종공 | 제17대 풍월주 621년 - ? | 후임 춘추공 |